# Ваня Белич

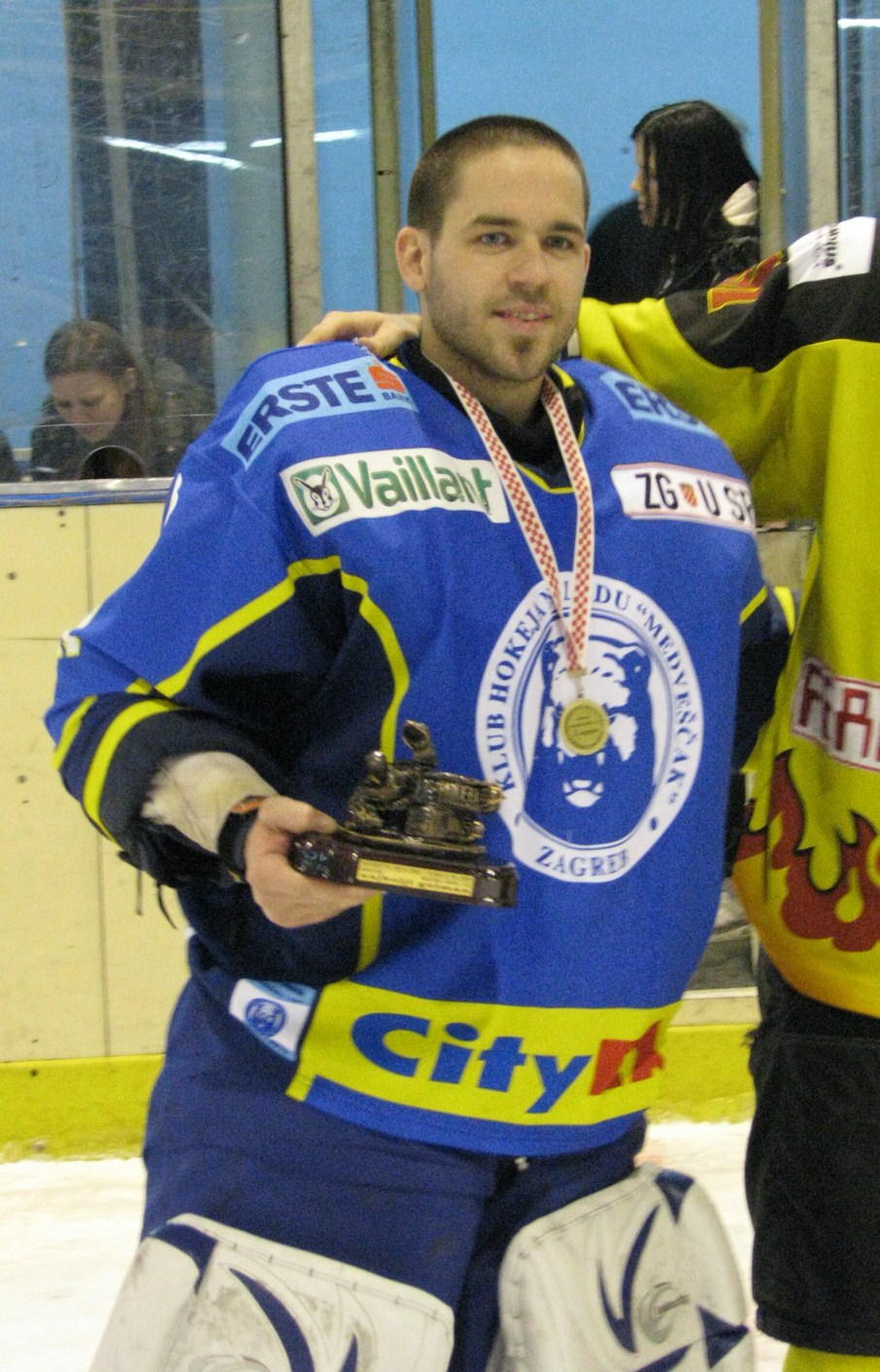
Ваня Беліч у складі «Медвещака»

Ва́ня Бе́лич (хорв. Vanja Belić; народився 29 червня 1983, Загреб, Хорватія) — хорватський хокеїст, воротар. Наразі виступає за «Медвещак» (Загреб). У складі національної збірної Хорватії учасник кваліфікаційних турнірів до зимових Олімпійських ігор 2006 і 2010; учасник чемпіонатів світу 2003 (дивізіон I), 2005 (дивізіон II), 2006 (дивізіон I), 2007 (дивізіон II), 2008 (дивізіон I), 2009 (дивізіон I) і 2010 (дивізіон I). У складі молодіжної збірної Хорватії учасник чемпіонатів світу 2002 (дивізіон II) і 2003 (дивізіон I). У складі юніорської збірної Хорватії учасник чемпіонату Європи 2000 (дивізіон II) і чемпіонату світу 2001 (дивізіон II).
Виступав за «Загреб», «Младость» (Загреб), «Медвещак» (Загреб),